# Coop eG

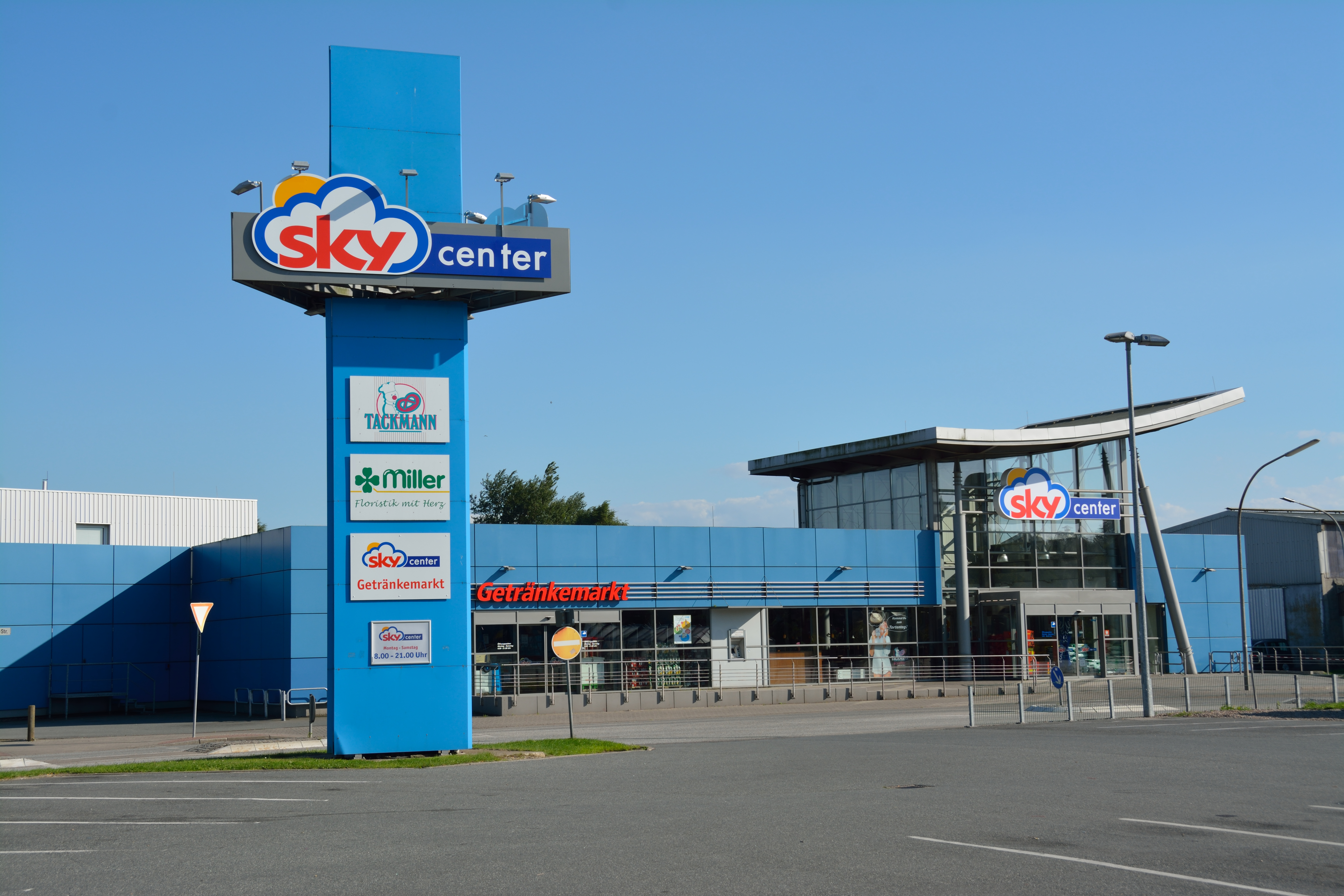
Eine ehemalige Sky-Filiale in Itzehoe

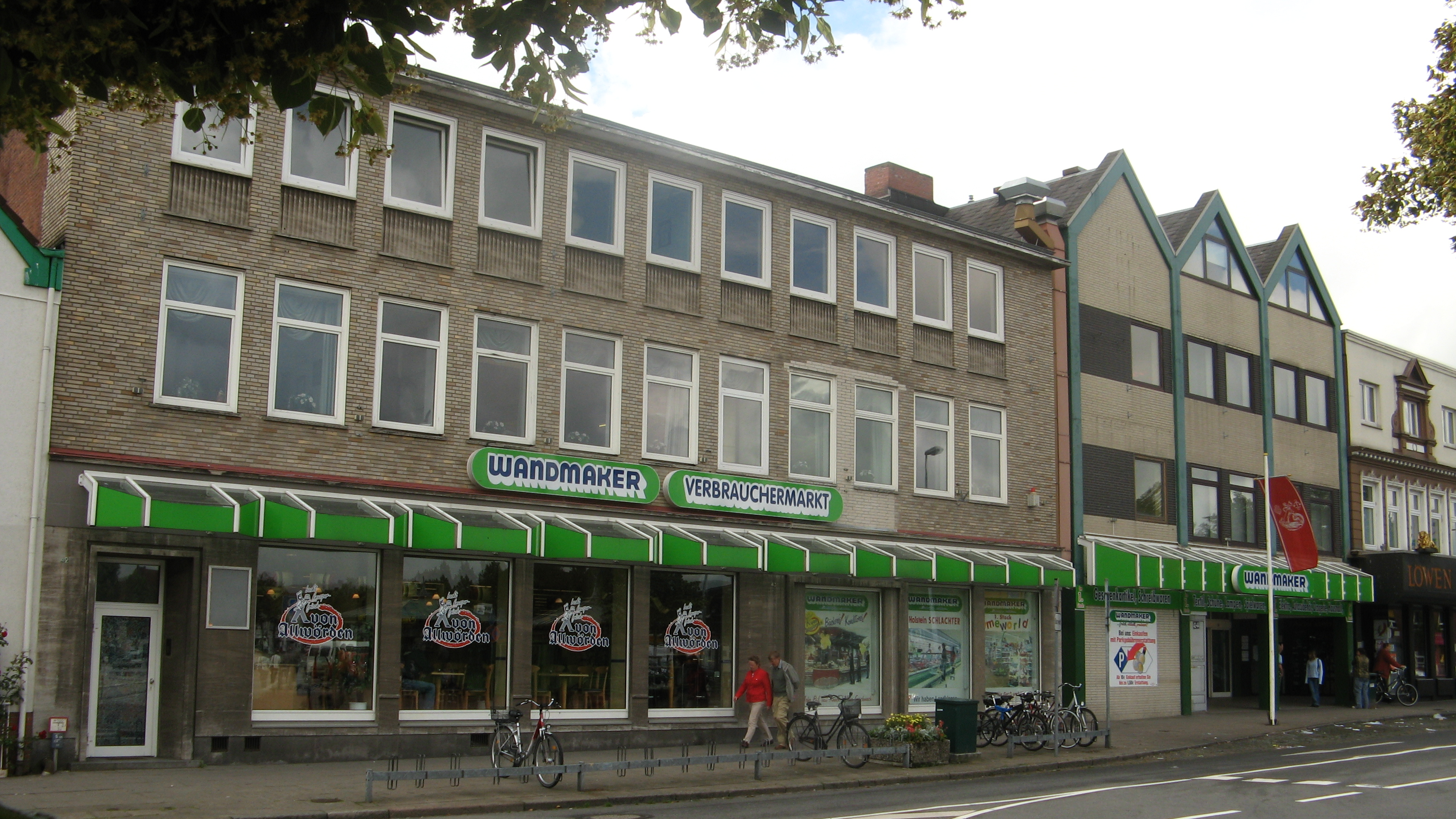
Eine ehemalige Wandmaker-Filiale in Heide

Die coop eG ist eine Genossenschaft mit Sitz im schleswig-holsteinischen Kiel mit über 73.000 Mitgliedern (Stand 2020). Sie war eine der größten Konsumgenossenschaften Deutschlands, bis sie das operative Supermarktgeschäft ausgliederte. Heute liegt ihr Schwerpunkt auf der Immobilienverwaltung von Gewerbe- und Wohnimmobilien.

## Geschichte

### Lokale Anfänge um die Jahrhundertwende
1899 wurde in Kiel der Allgemeine Konsumverein für Kiel und Umgegend (AKVK) und 1904 der Konsumverein für Lübeck und Umgegend gegründet. Die Nationalsozialisten liquidierten 1935 den AKVK zwangsweise.

### Wiedergründungen in der Nachkriegszeit und anschließende Fusionen
Nach dem Zweiten Weltkrieg wurden 1946 elf Konsumgenossenschaften in Schleswig-Holstein, Lübeck war seit dem Groß-Hamburg-Gesetz Teil der Provinz Schleswig-Holstein, wiedergegründet. Die Selbstbedienung wurde 1953 eingeführt. 1963 eröffnete der erste konsumgenossenschaftliche Supermarkt Deutschlands in Kiel. Sechs Märkte der Eklöh-Gruppe Nord wurden 1965 übernommen.

Logo bis 2004

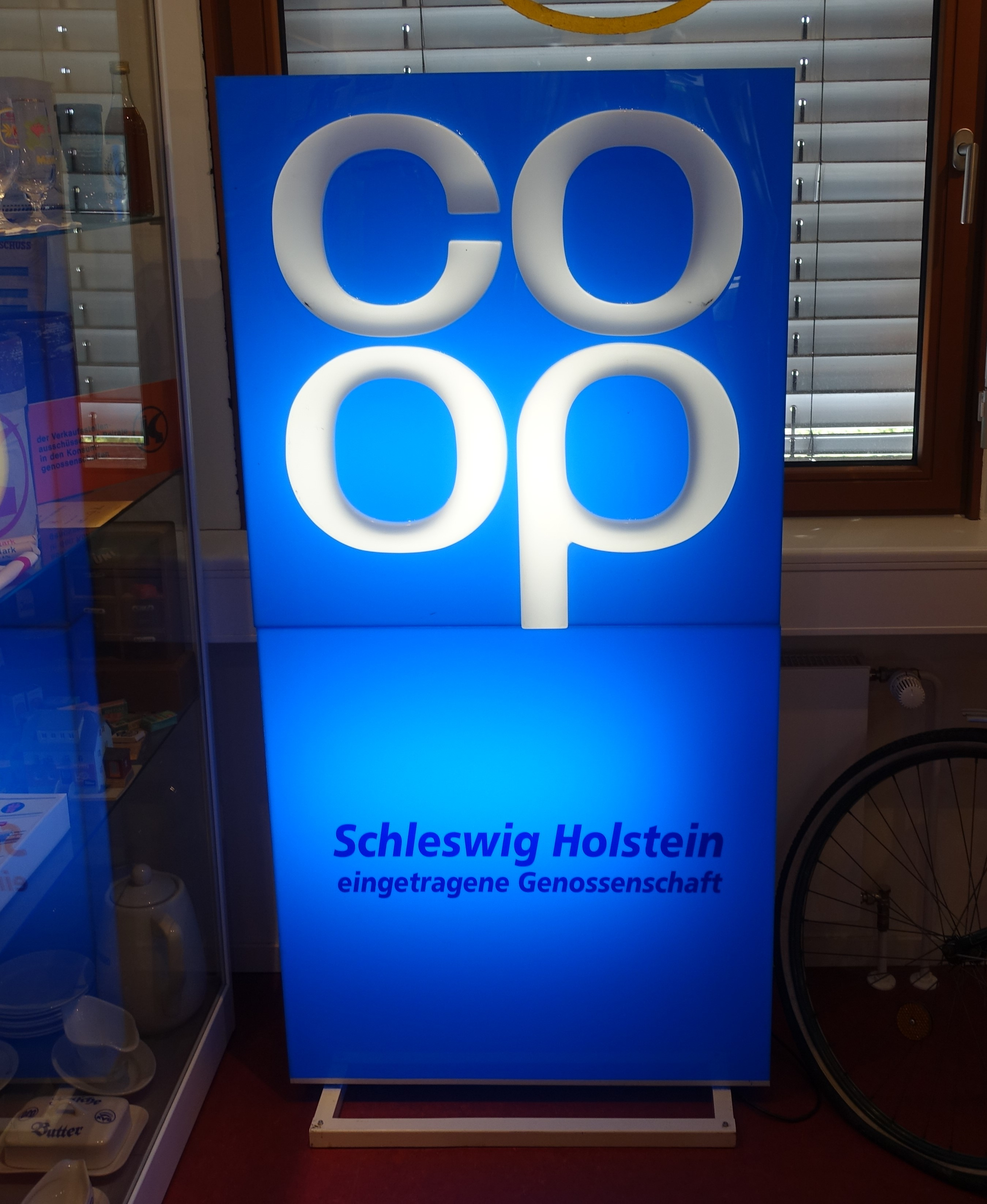
COOP Aufsteller im Hamburger Genossenschaftsmuseum

In der coop Schleswig-Holstein eG waren 1972 alle ehemaligen Konsumgenossenschaften im Land vereinigt. 1986 erfolgte die Übernahme der coop Lüneburger Heide, Wittingen (Niedersachsen), 1988 die Übernahme der Wandmaker GmbH, Tellingstedt. Am 10. März 1988 eröffnete am Butterberg in Elmshorn der erste sky-Markt.

### Unterschied zur co op AG
Die coop Schleswig-Holstein eG war eine der wenigen Konsumgenossenschaften der Bundesrepublik Deutschland, die in den 1970er und 1980er Jahren eigenständig blieb und nicht mit der Frankfurter co op AG verschmolzen wurde. Die heutige coop eG war daher von dem 1988 aufgedeckten coop-Skandal, in dessen Folge die damalige co op AG schließlich zerschlagen wurde, nicht betroffen.

### Weitere Expansion in den 1990er Jahren
Zusammen mit der Konsumgenossenschaft Dortmund-Kassel wurde 1990 bis 1992 die Produktion, die ehemalige Konsumgenossenschaft in Hamburg (PRO), übernommen. 1993 wurde das Logistikzentrum Mecklenburg-Vorpommern in Güstrow fertiggestellt. 1994 wurde das Regionallager Kiel ausgebaut und die Marke Sky 20 Jahre alt. Außerdem wurde ein Hilfsgütertransport von Kiel nach Kaliningrad mit Coop-Lkw erfolgreich durchgeführt.
1995 betrieb die coop Schleswig-Holstein eG in Mecklenburg-Vorpommern und in Brandenburg mehr als 50 PRO-MV-Supermärkte, Sky-Verbrauchermärkte, Plaza-SB-Warenhäuser sowie Bau- und Gartencenter. Im selben Jahr erfolgte auch die Einführung des Prima-Sortiments mit Artikeln zum Preis auf Discounterniveau. Von 1997 bis 2007 bestand eine Einkaufsallianz mit BBB&R (Bela, Bünting, Ratio, Meyer & Beck); die Coop-Märkte wurden nach und nach zu Sky. 1999 wurde das Vertriebsgebiet nach Baden-Württemberg und Bayern – durch Übernahme der Coop Ulm – erweitert. Auch diese Märkte wurden zu Sky.
Bei der Expo 2000 in Hannover war das Unternehmen Produktpartner. Laut Lebensmittel Zeitung erwirtschaftete man dabei ein Defizit von einer Million DM. 2005 wurde die Eigenmarke Unser Norden bei Wandmaker, Plaza und Sky präsentiert. Im Juni 2006 beschloss die Vertreterversammlung eine Änderung des Unternehmensnamens: die coop Schleswig-Holstein eG wurde zur coop eG. Die unter dem Namen Wandmaker geführten Supermärkte wurden Schritt für Schritt zu Sky bei kleineren Märkten oder zu Plaza bei größeren Märkten umgewandelt.

### Kooperation mit Rewe und schrittweiser Rückzug aus dem Einzelhandel
Ab 2008 arbeitete die coop eG im Rahmen einer Einkaufsallianz mit der REWE-Gruppe zusammen.
Im Dezember 2009 wurde das Ladennetz des Absatzgebietes Süd mit 39 Verbrauchermärkten in der Region Ulm (ca. 1140 Mitarbeiter, 150 Mio. Euro Umsatz) sowie ein Zentrallager (45.000 m², 119 Mitarbeiter) an die Rewe Group in Köln veräußert und die Märkte am 1. Februar 2010 auf die Marke Rewe umgeflaggt.
2012 entschied man sich im Lebensmittelbereich ausschließlich auf die Vertriebslinie sky zu setzen, die plaza-SB-Warenhäuser wurden, abhängig von der Größe der Standorte, auf sky center oder sky xxl umgeflaggt. Einzig als Name für die Gebäude, in denen sich die Warenhäuser z. T. befanden, wurde der Name plaza center beibehalten.
Zum 1. Januar 2014 wurden die 19 Filialen der Unser Norden-Landbäckereien an die Heinrich von Allwörden GmbH, Mölln, verkauft.

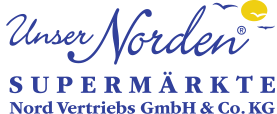
Logo der Supermärkte Nord

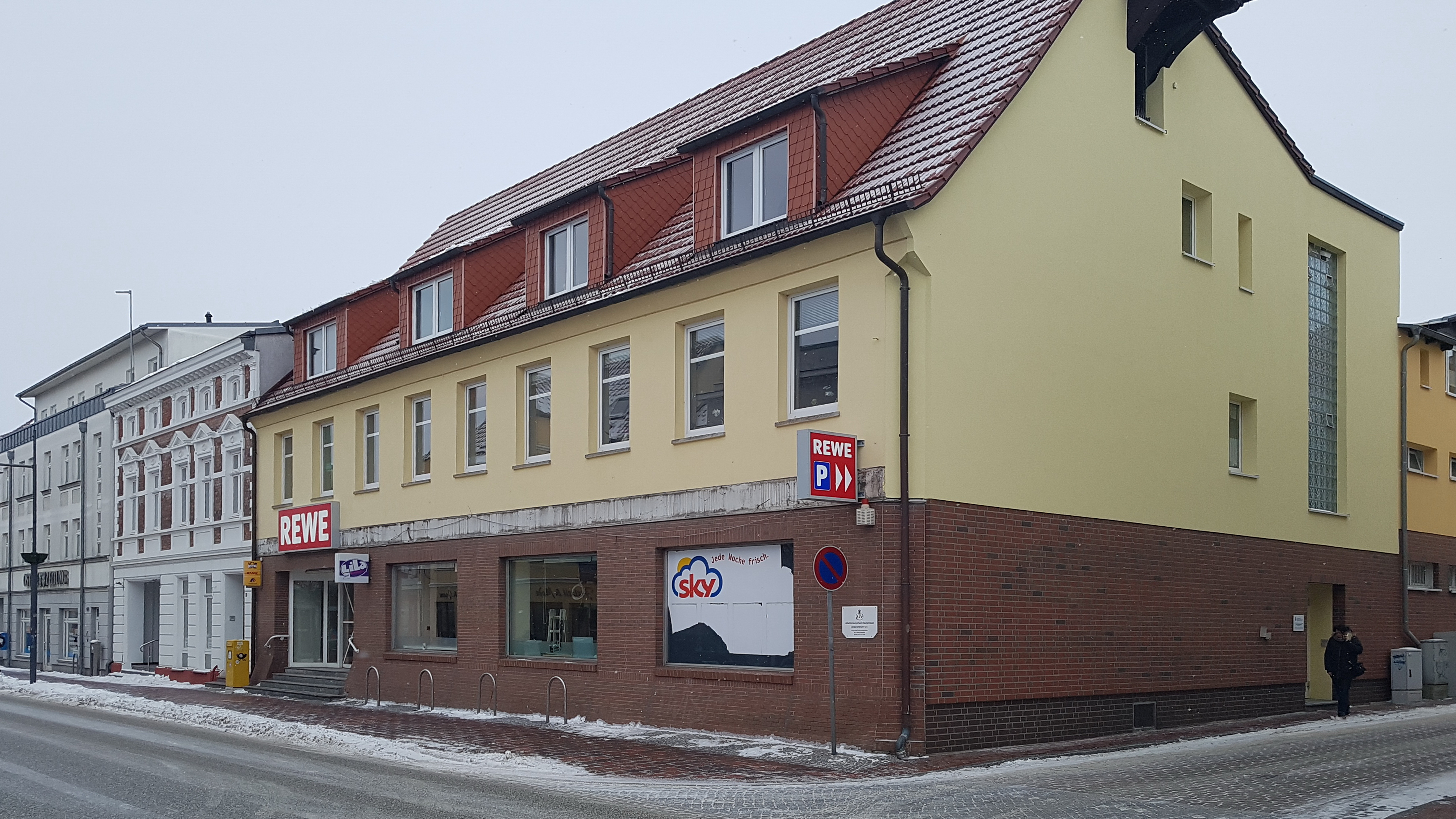
Eine in Umflaggung auf REWE befindliche Sky-Filiale in Ribnitz-Damgarten

2016 war die Genossenschaft stark verschuldet. Daher gründete die coop eG mit der Rewe Group ein Joint Venture, in das sie ihr gesamtes operatives Geschäft einbrachte. Rewe übernahm im Gemeinschaftsunternehmen die Führung. Zentrale und Sitz blieb Kiel. Das gesamte operative Supermarktgeschäft (insbesondere die ca. 170 Sky-Supermärkte und plaza Bau- und Gartencenter mit insgesamt ca. 9000 Mitarbeitern und einem Umsatz von ca. 1,3 Mrd. €) wurde in die Supermärkte Nord Vertriebs GmbH & Co. KG überführt. An dieser war die REWE-Gruppe ab 2016 mit zunächst 55 % beteiligt, die coop eG mit 45 %.
Bis Mitte 2019 wurden alle sky- und skyXXL-Supermärkte nach und nach auf REWE umgeflaggt. In einigen Einzelfällen erfolgte die Umflaggung von sky nach nahkauf. Die Eigenmarke Unser Norden wurde mit REWE Regional zusammengelegt und für eine Übergangszeit unter der Bezeichnung Unser Norden – REWE Regional in den Märkten der Supermärkte Nord angeboten. Der Nahversorger TopKauf wurde dabei zur REWE-Marke nahkauf umgeflaggt. 
Zudem wurden einige TopKauf-Filialen an die jeweiligen Filialleiter verkauft. Diese wenigen TopKauf-Filialen bestehen bis heute als eigenständige und voneinander unabhängige Märkte unter der Marke TopKauf fort.
Ebenfalls 2019 wurden die dänischen sky-Grænsebutikker zu REWE-Grænsebutikker umgebaut und die schwedische sky Discount Sverige zu REWE Stormarknad Sverige. Mit der Umflaggung der Märkte verschwand auch die Begrifflichkeit plaza center.
Mitte 2019 wurden als Letztes die ehemaligen Sky-Märkte in Kiel und Lübeck umgestellt. Die Marken sky und plaza waren damit endgültig verschwunden.
Im Laufe des Jahres 2019 hat die coop eG ihre Beteiligung an den Supermärkten Nord schrittweise weiter zurückgefahren und schließlich ganz aufgegeben. Durch den Verkauf der letzten Anteile an die REWE verabschiedete sich die coop eG komplett aus dem Einzelhandel, ihrem bisherigen Kerngeschäft.
Die Supermärkte Nord wurde 2020 aufgelöst und die betroffenen Märkte in die jeweiligen regionalen Netze Nord und Ost der Rewe Markt GmbH integriert. Die Zusammenlegung ging mit einem Stellenabbau in der Kieler Zentrale der ehemaligen Supermärkte Nord einher. Einige der Arbeitsplätze sollten in die Regionalverwaltung der REWE nach Norderstedt verschoben werden.

## Ehemalige Vertriebslinien
Die coop eG hatte nach der Aufgabe der Marke Wandmaker noch die Vertriebslinien sky, sky-center, sky-xxl, plaza, plaza Bau- & Gartencenter und TopKauf.
Nach dem schrittweisen Verkauf des operativen Geschäftes an Rewe wurden zwischen 2016 und 2019 alle Märkte in REWE, REWE City, REWE Center und nahkauf umgestellt. Damit sind alle Marken der coop eG verschwunden.
| Name                        | Logo | Beschreibung                       | Umflaggung auf (Zeitraum)            |
| --------------------------- | ---- | ---------------------------------- | ------------------------------------ |
| Plaza Bau- und Gartencenter |      | Baumarktkette, Verkauf an Hagebau  | Hagebau und Werkers Welt (2017–2018) |
| Plaza                       |      | SB-Warenhauskette                  | sky center, sky xxl (2012–2013)      |
| Sky                         |      | Supermarktkette                    | REWE, REWE City (2018–2019)          |
| Sky center                  |      | SB-Warenhauskette                  | REWE Center (2018–2019)              |
| Sky xxl                     |      | SB-Warenhauskette                  | REWE Center (2018–2019)              |
| Topkauf                     |      | Nahversorger                       | nahkauf (2018–2019)                  |
| Wandmaker                   |      | Supermarktkette, SB-Warenhauskette | sky, plaza                           |

## Weitere Logos

Historisches sky-Logo, welches bis Februar 2007 verwendet wurde
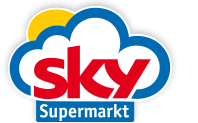
Alternative Version des sky-Logos, welches bis zum 13. März 2019 benutzt wurde
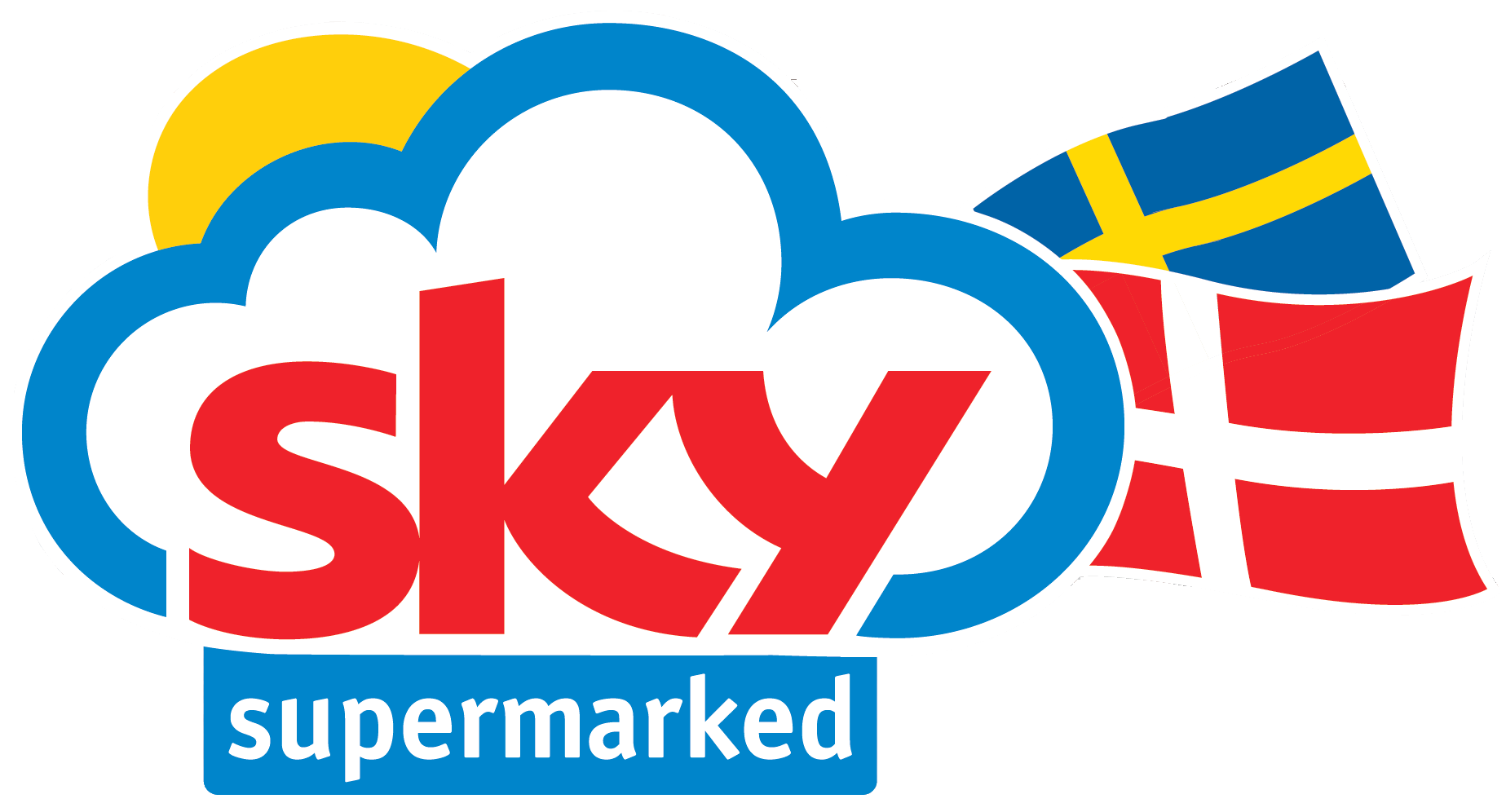
Logo von sky Graensebutikker Danmark
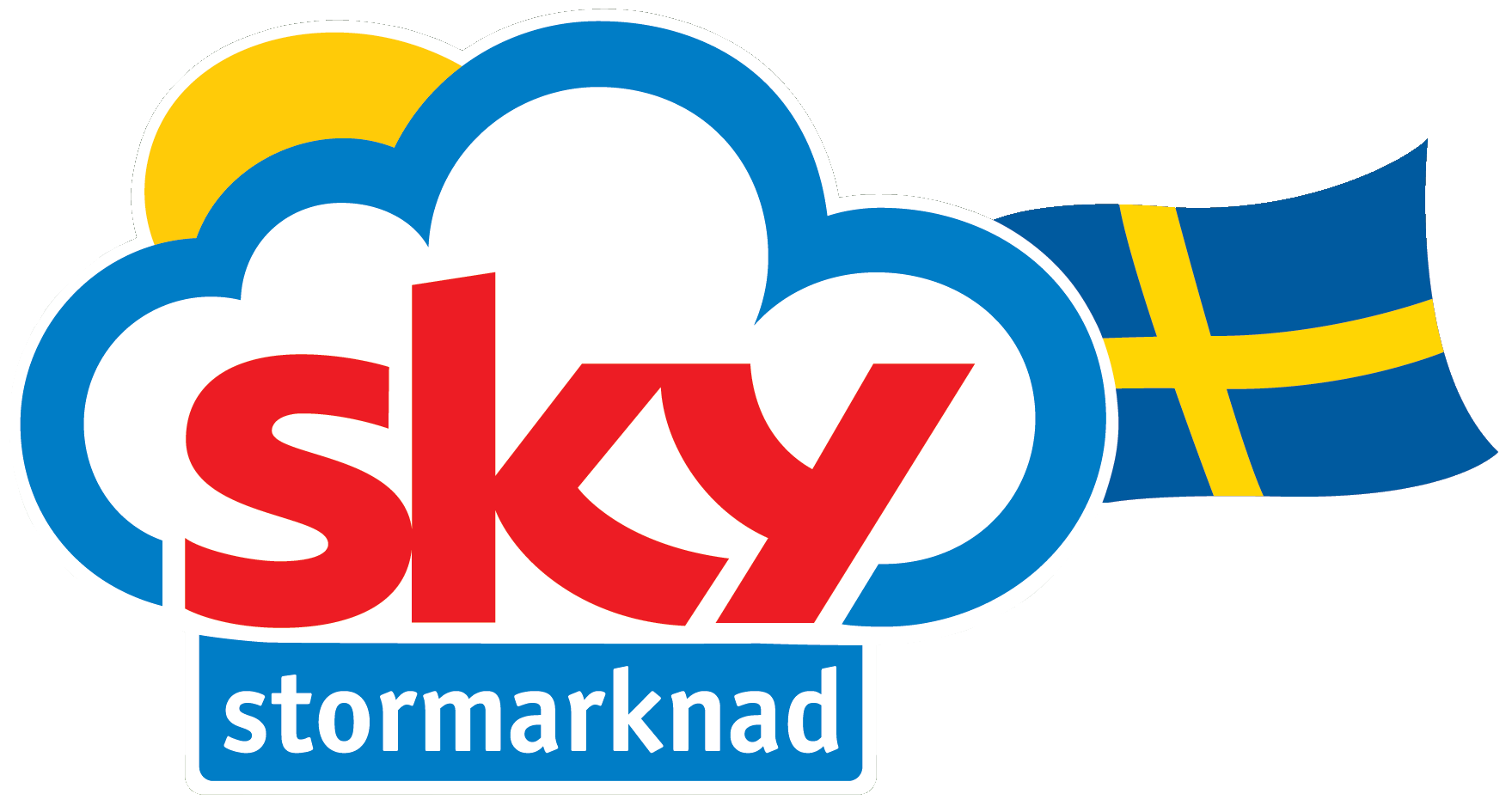
Logo von sky Discount Sverige
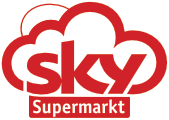
Neues und letztes Logo von sky Supermarkt seit 14. März 2019
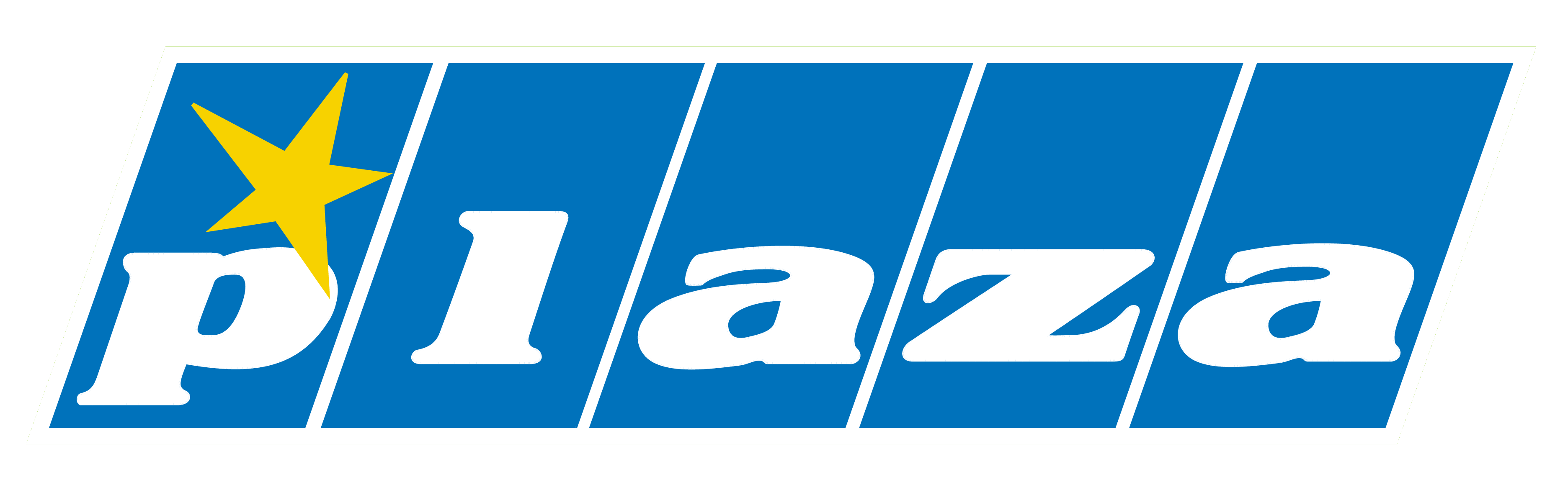
Historisches plaza-Logo, welches bis 2006/2007 verwendet wurde
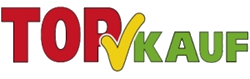
Logo von TopKauf

## Heutiges Unternehmen
Die coop eG ist ein Konzern in der Rechtsform einer eingetragenen Genossenschaft, der nach dem Verkauf des operativen Lebensmittel-Einzelhandels an REWE nun die Bereitstellung von Vorteilen für seine Genossenschaftsmitglieder, die Immobilienverwaltung und -entwicklung und die Vermögensverwaltung betreibt. Die coop hat rund 73.000 Mitglieder mit einem Geschäftsguthaben von 80,0 Mio. € (Stand 2020) und beschäftigt 21 Mitarbeiter.
Die coop eG hält das Eigentum an 42 Immobilien (Stand 2020), wovon 32 langfristig an die REWE vermietet sind. Sie erwirtschaftet über 90 % des Umsatzes aus der Vermietung ihrer Immobilien (ca. 14 Mio. €) und verfügt über eine Eigenkapitalquote von 81 %.